# Abetone
Abetone (già Boscolungo-Serrabassa) è un municipio del comune sparso di Abetone Cutigliano, nella provincia di Pistoia, in Toscana.
È stato fino al 31 dicembre 2016 un comune autonomo di circa 600 abitanti, istituito nel 1936 a seguito dell'emanazione del Regio Decreto n. 1297 del 14 giugno 1936 prendendo una parte del territorio del comune modenese di Fiumalbo e una di Cutigliano; il 1º gennaio 2017 è confluito nel nuovo comune di Abetone Cutigliano. Situato sull'Appennino tosco-emiliano, è una nota località di villeggiatura sia estiva che invernale.

## Geografia fisica
È situato nell'alta val di Lima, sulla Montagna pistoiese ad un'altitudine di 1388 m s.l.m., presso il confine con l'Emilia-Romagna e sorge presso l'omonimo valico appenninico. Era, per casa comunale, il comune più alto della regione. Alle spalle si trovano l'Alpe Tre Potenze (1940 m), una fra le cime più elevate della Toscana, altre vette come il Monte Gomito (1892 m) e la Selletta (1711 m), mentre a nordest del paese si erge il Libro Aperto (1937 m). Nei suoi dintorni è presente la stazione meteorologica di Abetone Boscolungo del Servizio Idrologico Regionale della Toscana. È circondato dalla Foresta demaniale dell'Abetone.
La zona dell'Abetone è da sempre soggetta a un rigido clima invernale e a copiose nevicate tra i mesi di ottobre e maggio, che talvolta possono portare a valanghe. Tra gli eventi più rilevanti si possono ricordare:
- la nevicata del gennaio 1885, che produsse un accumulo di neve di due metri e mezzo e che riversò sulla strada di valico una valanga;[8]
- l'ondata di gelo del febbraio 1929, che depositò presso il valico un manto di neve di 80 cm;
- l'ondata di freddo del gennaio 1985, che depositò un manto di neve di vari metri;
- la nevicata fuori stagione di inizio maggio 2019, con 50 cm di neve;[9]
- la nevicata del gennaio 2021, che portò ad accumuli di neve di due metri presso il valico e a tre metri sulle piste da sci e alla chiusura del tratto abetonese della Strada statale 12 dell'Abetone e del Brennero, con notevoli disagi tra la popolazione del luogo, costretta, in alcuni casi, a scavare tunnel sotto la neve per raggiungere le abitazioni;[10]
- la valanga dell'11 dicembre 2021, in zona Lago Nero, nell'alta valle del Sestaione.[11]

Secondo i dati Ibimet CNR del 2002 la diffusività atmosferica è bassa.

## Storia
Il territorio dell'Abetone è sempre stato (almeno fino dal tempo dei romani) luogo di valico dell'Appennino, tant'è che si narra sia stato utilizzato anche da Annibale per entrare nell'Etruria. Da qui passava la Via Claudia Augusta che dalla Toscana conduceva al Danubio; del comprensorio sciistico dell'Abetone fa parte il Passo d'Annibale a quota 1798 m s.l.m.
Nel 1766 iniziò la costruzione della strada (già pensata fin dai primi del secolo) che univa il Granducato di Toscana con il Ducato di Modena attraversando l'Appennino, nel tratto più basso chiamato "Serrabassa" dai modenesi e "Boscolungo" dai toscani, e creando appunto il passo poi detto dell'Abetone. Il progetto fu redatto da Pietro Giardini per la parte modenese e Leonardo Ximenes per quella toscana; quella strada veniva infatti chiamata Via Ximeniana (l'odierna Strada statale 66).
Tra i due Stati fu convenuto di avviare i lavori contemporaneamente partendo dal confine, questo per evitare tardivi ripensamenti. Nell'aprile del 1766 si iniziarono i lavori, ma siccome un miglio sopra Fiumalbo la neve era alta due braccia, si sarebbe cominciato il lavoro più in basso, appena pronti gli arnesi da sterro.
Il primo colpo di piccone, per la parte modenese, fu dato il 28 aprile 1766, appena sopra Fiumalbo, presso il luogo chiamato Il Baldinare, dove sorsero le prime baracche e ricoveri per gli uomini e gli attrezzi. Seicento operai divisi in sei compagnie, tra cui più di 50 scalpellini, misero mano al lavoro in due posizioni diverse, mentre il lavoro dei toscani era già cominciato alle Ferriere di Mammiano. Da lì i lavori si estesero con crescente velocità verso il confine toscano e durante l'estate anche verso Modena.
Durante la costruzione fu abbattuto un abete talmente grande da non poter essere abbracciato neppure da sei persone e dal quale nacque il nome Abetone.
La strada fu inaugurata il 1º maggio 1781 ed ebbe grande importanza nel collegare la Toscana non solo a Modena ma anche a Mantova e all'Austria. Sul confine furono create due piramidi di bozze, adorne degli stemmi dei due ducati.
Non fu certamente facile relegare dall'altra sponda della valle Cutigliano e Lizzano Pistoiese. I due paesi di confine, ignorati dal passaggio della strada, di fatto subirono il crollo dei traffici e degli smerci che per secoli avevano mantenuto in ricchezza i suoi abitanti. Cutigliano rifiorì quasi subito, grazie allo spirito di adattamento dei suoi abitanti: furono tra i primi in Italia a scoprire il turismo agli inizi dell'Ottocento e ancora oggi il paese vive di turismo. Lizzano Pistoiese invece, non ebbe il tempo per riprendersi. Nel 1814 un'enorme frana lentamente inghiottì quasi tutto il paese. Furono risparmiate le vite umane e qualche casa, ma il paese fu cancellato per intero. Lentamente il campanile affondò nel fango. Per molti giorni si continuò a vedere la torre campanaria che sembrava galleggiare nella melma, fino alla sua completa sepoltura.
Dopo l'apertura della strada nacque l'esigenza di popolare queste montagne, anche per garantirne la manutenzione e i servizi (stazione di posta, dogana, ecc.). Insieme ai Dragoni che per brevi turni si avvicendavano nelle caserme, arrivò il popolo civile, e soprattutto spalatori di neve e boscaioli.
Durante l'inverno era necessario spalare la neve dal passo e dalla tarda primavera, quando l'ultima traccia di neve era scomparsa, fino all'autunno, gli abitanti erano impegnati a riparare i danni che la strada aveva subito durante le intemperie. Le donne erano anch'esse impegnate con gli uomini nel dividere le fatiche dei lavori più pesanti.

I metri di strada da mantenere liberi dalla neve erano trattati a forfait con lo stradino, sorta di esattore che appaltava la spalatura della strada al popolo dei monti. Venivano stipulati veri e propri contratti con tanto di penale se non fossero stati rispettati.

Territorio dell'ex comune di Abetone all'interno della provincia di Pistoia

Sorsero due dogane, quella modenese in località Serrabassa proprio accanto alle piramidi, e quella Toscana a poca distanza in località Boscolungo. Accanto alla dogana toscana nacque anche una piccola chiesa che dette origine alla parrocchia di San Leopoldo così chiamata in onore del granduca di Toscana.
L'Abetone era frequentato da turisti fin dalla metà dell'Ottocento. Tra di essi è da ricordare Francesca Alexander, americana di Boston, figlia di un pittore e di una ricca ereditiera, che con i genitori iniziò fin da giovane a passare le estati sulla montagna pistoiese; divenne grande amica di Beatrice di Pian degli Ontani, la poetessa pastora analfabeta.
Con l'Unità d'Italia e l'eliminazione dei confini regionali iniziò il declino del paese, accelerato anche dalla costruzione della ferrovia Porrettana che univa la Toscana con l'Emilia-Romagna.
Nel 1904 si cominciarono ad usare le zone dell'Abetone per lo sci e la località fu riscoperta come luogo di villeggiatura sia estiva che invernale, dando inizio ad una rinascita basata sul turismo.

### Simboli
Lo stemma e il gonfalone del comune erano stati concessi con DPR del 6 ottobre 1953.
Il grande abete richiama il nome del paese e rappresenta la natura boscosa del territorio. Le piramidi sono quelle erette in onore di Pietro Leopoldo I di Toscana e di Francesco III di Modena in occasione dell'apertura della strada tra il Granducato di Toscana e il Ducato di Modena.
Il gonfalone era un drappo trinciato di giallo e di azzurro.

## Monumenti e luoghi d'interesse

### Architetture religiose
- Chiesa di San Leopoldo

L'importanza di questa chiesa consiste soprattutto nelle circostanze della sua fondazione. Posta ad una altezza di oltre mille metri, realizzata a partire dal 1782, si inserisce infatti tra gli interventi architettonici e ingegneristici voluti dal granduca Pietro Leopoldo per questa zona. Il suo impegno culminò con la costruzione della grande strada dell'Abetone, congiungente Firenze a Modena, su progetto dell'ingegnere Leonardo Ximenes.
Questo edificio religioso, eseguito su progetto di Bernardo Fallani, dall'architettura sobria, si pone dunque all'interno di un tale contesto viario che, per agevolare i contatti con l'Italia settentrionale e l'Europa, tendeva a dotare i nuovi collegamenti stradali di tutti i servizi legati alle esigenze del viaggiatore.

### Monumenti
- Monumento Internazionale alla Pace

Opera a tutto tondo, in bronzo fuso e decorazione della base in mosaico, realizzata dal Maestro Gino Terreni di Empoli nel 1994. La scultura rappresenta tre giovani nudi che liberano le Colombe della Pace. Commissionato dalle Associazioni Combattentistiche della Toscana e dell'Emilia-Romagna e dalle Giunte Regionali della Toscana e dell'Emilia-Romagna. Fu inaugurato il 4 giugno del 1994, sotto l'egida dell'O.N.U., in occasione delle celebrazioni per il 50º anniversario della Liberazione, alla presenza delle Rappresentanze Diplomatiche e Militari delle Nazioni che hanno avuto reparti combattenti sulla Linea Gotica, compresa la Germania. È posta presso il plesso scolastico all'ingresso dell'abitato.

### Aree naturali
- Riserva naturale Abetone
- Riserva naturale Campolino

## Società

### Evoluzione demografica
Abitanti censiti

### Etnie e minoranze straniere
Secondo i dati ISTAT al 31 dicembre 2010 la popolazione straniera residente era di 35 persone. Le nazionalità maggiormente rappresentate in base alla loro percentuale sul totale della popolazione residente erano:
Romania 17 2,44%

## Geografia antropica

### Urbanistica
Il centro abitato di Abetone è composto da tre località attigue e saldate tra loro in continuità urbana: il centro stesso di Abetone (167 abitanti) e le frazioni di Boscolungo (51 abitanti), nonché nucleo storico del municipio, e Consuma (30 abitanti). A Boscolungo trascorreva le estati Giacomo Puccini, mentre componeva Madama Butterfly, in una casa (oggi proprietà di privati) lungo la strada statale sulla quale è stata posta una lapide.

### Frazioni
- Bicchiere (1125 m s.l.m., 21 ab.)[15]
- Cecchetto (1210 m s.l.m., 22 ab.),[15] poche case immerse nella secolare foresta del Boscolungo.
- Fontana Vaccaia (1253 m s.l.m., 41 ab.)[15]
- Le Regine (1250 m s.l.m., 141 ab.),[15] secondo centro abitato del municipio per estensione e popolazione, da qui parte una delle seggiovie dirette alla cima della Selletta (1720 m s.l.m.).
- Secchia (1236 m s.l.m., 25 ab.)[15]
- Faidello (1210 m s.l.m., 87 ab.),[15] posto alla base della pista Pulicchio, è diviso a metà con il comune di Fiumalbo, in Emilia-Romagna. La località posta in comune di Abetone era nota con il toponimo Serretto.
- Val di Luce (1600 m s.l.m.), centro sciistico dotato di ristoranti e alberghi a poca distanza dal Monte Gomito.

## Economia

### Turismo

#### Abetone d'inverno

L'Abetone nel 1953.

L'Abetone è il centro principale del comprensorio omonimo, tra i più importanti dell'Appennino settentrionale, costituito da circa 50 km di piste, per un totale di circa 30 tracciati, serviti da 22 impianti di risalita gestiti dal consorzio Multipass..
Il comprensorio sciistico è suddiviso in tre zone principali:
- la prima zona, rivolta verso il lato toscano di Abetone costituita dalle piste storiche dell'Abetone che si compone dei due tracciati blu adatti per i principianti Selletta e Chierroni, due facili piste che corrono in mezzo al bosco, e la Riva, una rossa adatta a tutti che arriva fino a 1 200 metri circa. Inoltre ci sono alcune varianti che mettono in comunicazione i diversi tracciati, come la rossa Foresto che collega la Selletta alla Riva. La zona è servita da una seggiovia carenata e due seggiovie biposto.

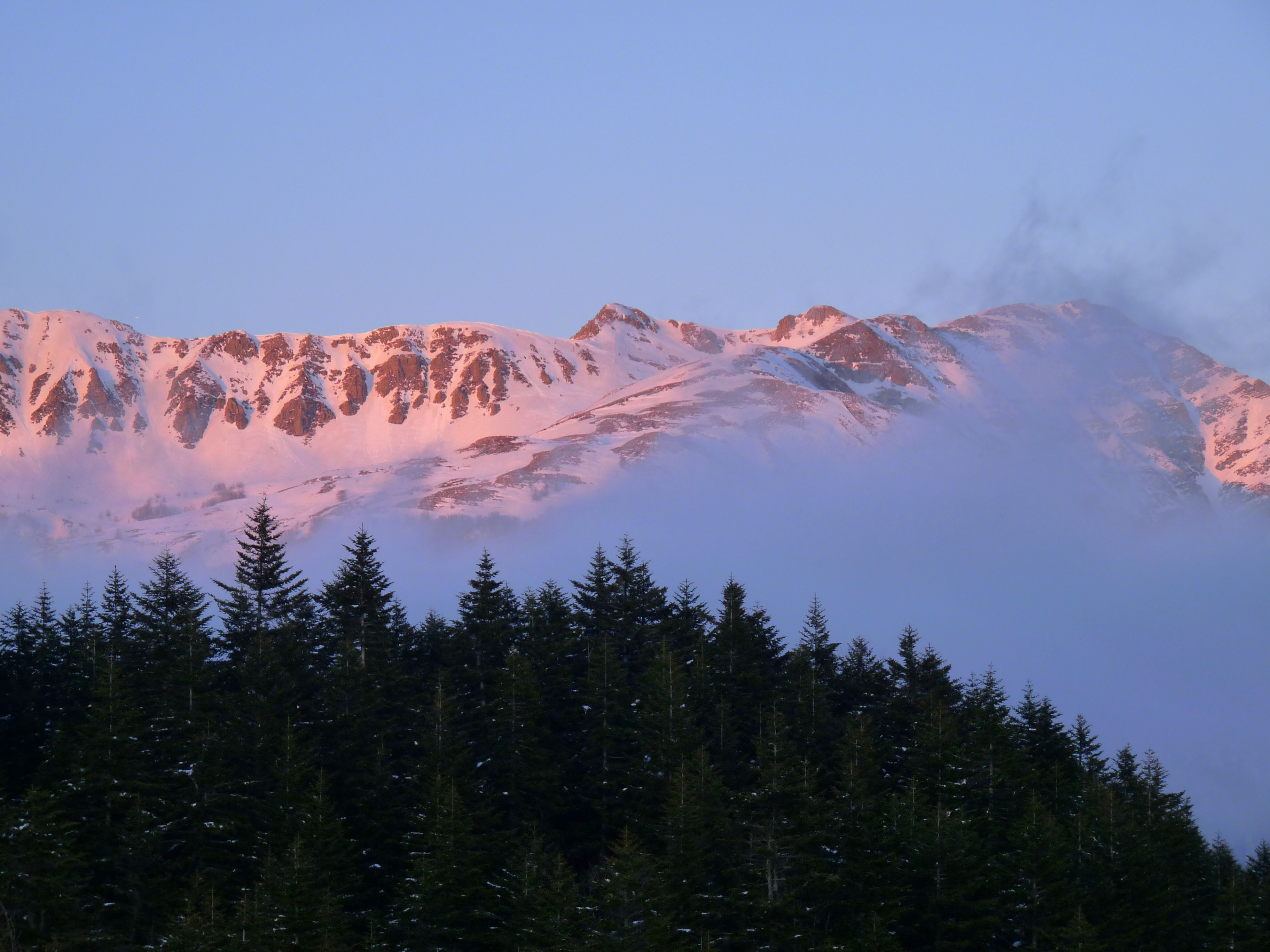
Monti dell'Abetone.

- la seconda zona costituita dalle piste sul versante emiliano del municipio: comprende i tre tracciati più conosciuti dell'Abetone, le tre Zeno, progettate proprio dal campione di sci Zeno Colò (le piste, una nera e due rosse, si snodano attraverso il bosco da una quota di circa 1 890 metri fino a circa 1 300), le due semplici piste del Pulicchio e la Stucchi, un tracciato di media difficoltà. Gli impianti sono una seggiovia quadriposto carenata, una sciovia e una cabinovia da otto posti.
- la terza zona comprende le piste della Val di Luce; è costituita da quattro tracciati principali (Passo d'Annibale, Alpe delle tre Potenze, Monte Gomito, Sprella) di facile o media difficoltà ed è servita da tre seggiovie quadriposto, una seggiovia triposto e due sciovie.

#### Abetone d'estate
In estate Abetone è nota per l'ampia possibilità di sport estivi fra i quali la possibilità di camminate sul versante del Monte Gomito, del Monte Cimone e la salita di media difficoltà verso il monte Libro Aperto. Abetone è inoltre un centro attrezzato per escursioni in mountain bike, tennis e calcetto.

## Amministrazione
Quello che segue è l'elenco degli amministratori del comune di Abetone fino al 2017, anno dell'istituzione del comune di Abetone Cutigliano.
| Periodo        | Periodo          | Primo cittadino   | Partito                                                        | Carica  | Note   |
| -------------- | ---------------- | ----------------- | -------------------------------------------------------------- | ------- | ------ |
| 26 giugno 1985 | 22 maggio 1990   | Marcello Fontana  | -                                                              | Sindaco | [ 18 ] |
| 22 maggio 1990 | 24 aprile 1995   | Riccardo Rastelli | Partito Comunista Italiano, Partito Democratico della Sinistra | Sindaco | [ 18 ] |
| 24 aprile 1995 | 14 giugno 1999   | Riccardo Rastelli | Partito Democratico della Sinistra                             | Sindaco | [ 18 ] |
| 14 giugno 1999 | 14 giugno 2004   | Giuseppe Montagna | centro-destra                                                  | Sindaco | [ 18 ] |
| 14 giugno 2004 | 8 giugno 2009    | Giuseppe Montagna | lista civica                                                   | Sindaco | [ 18 ] |
| 8 giugno 2009  | 26 maggio 2014   | Giampiero Danti   | lista civica: uniti per il nostro futuro                       | Sindaco | [ 18 ] |
| 26 maggio 2014 | 31 dicembre 2016 | Giampiero Danti   | lista civica: uniti per il nostro futuro                       | Sindaco | [ 18 ] |

## Sport

### Podismo
Al passo dell'Abetone vi è l'arrivo della Pistoia-Abetone 50 km Ultra-Marathon.

### Sci
Abetone ha ospitato per 5 volte (1968, 1970, 1971, 1973, 1974) gare di Coppa del Mondo femminile di sci alpino.
Attualmente sulle piste toscane si svolgono abitualmente gare di Coppa Europa, Carving Cup, ed il celebre trofeo "Pinocchio sugli Sci", campionato internazionale per ragazzi a cui prendono parte delegazioni provenienti da tutto il mondo.

### Ciclismo
Il primo passaggio del Giro d'Italia all'Abetone risale al 28 maggio 1928. A sorpresa, Domenico Piemontesi transitò per primo precedendo il favoritissimo Alfredo Binda, riuscendo a batterlo anche sul traguardo di tappa a Modena. Significativo fu anche il passaggio della tappa del 1940, vinta per distacco da Fausto Coppi che conquistò così la sua prima maglia rosa che poi riuscì a difendere fino al traguardo finale di Milano. Fra la fine degli anni quaranta e l'inizio degli anni cinquanta l'Abetone è stato più volte inserito nel percorso, ed è stato teatro di ripetuti duelli fra Coppi e Bartali.
Per quattro volte l'Abetone è stato sede di arrivo di tappa del Giro d'Italia, la prima nel 1954, l'ultima nel 2015.
| Anno | Tappa | Partenza            | km  | Vincitore di tappa   | Maglia rosa          |
| ---- | ----- | ------------------- | --- | -------------------- | -------------------- |
| 1954 | 11ª   | Cesenatico          | 230 | Mauro Gianneschi     | Carlo Clerici        |
| 1959 | 3ª    | Salsomaggiore Terme | 180 | Charly Gaul          | Charly Gaul          |
| 2000 | 9ª    | Prato               | 140 | Francesco Casagrande | Francesco Casagrande |
| 2015 | 5ª    | La Spezia           | 152 | Jan Polanc           | Alberto Contador     |

### Calcio
La squadra di calcio che milita in Prima Categoria (stagione 2008-09) è chiamata Appennino Pistoiese nata dalla fusione di quattro squadre dei paesi di Abetone, Cutigliano, San Marcello Pistoiese e Piteglio.
Alla fine della stagione 2008-09 la squadra amaranto ha ottenuto l'accesso al campionato di Promozione, vincendo il proprio girone, totalizzando 59 punti frutto di 16 vittorie, 11 pareggi e solo 3 sconfitte.